# Boulsa
Boulsa település  Burkina Faso középső részén, Namentenga tartomány székhelye. 2012-ben a település népessége 20 875 fő volt.

## Vallás
A legnagyobb vallás az iszlám, de előfordul a területen katolicizmus és protestantizmus, sőt animizmus is. 

## Oktatás
Boulsa városban több iskola található. A legjelentősebb egy vendéglátóipari középiskola, 2008-ban 1300 tanulóval büszkélkedhetett. Kollégium és általános iskolák is vannak a településen.

## Gazdaság
Háromnaponta kinyit a helyi piac.

## Fordítás
- Ez a szócikk részben vagy egészben  a   Boulsa című angol Wikipédia-szócikk ezen változatának fordításán alapul.  Az eredeti cikk szerkesztőit annak laptörténete sorolja fel. Ez a jelzés csupán a megfogalmazás eredetét és a szerzői jogokat jelzi, nem szolgál a cikkben szereplő információk forrásmegjelöléseként.